# ХК Енерџи Карлове Вари
ХК Енерџи Карлове Вари (чеш. HC Energie Karlovy Vary) је професионални хокејашки клуб из Карлових Вари у Чешкој Републици. Клуб се такмичи у чешкој екстралиги. Утакмице на домаћем терену игра у КВ Арени капацитета 6.000 седећих места.

## Историја
Хокеј на леду је почео да се игра у Карловим Варима 1932. године када је група ентузијаста основала клуб Славију, а утакмице су играли на оближњем језерцету. Године 1948. изграђен је терен што је омогућило клубу да у наредном периоду постиже добре резултате. Славија је у сезонама 1951/52, 1952/53, 1953/54, 1954/55 постигла значајне резултате играјући првенство Чехословачке. Године 1953. клуб је променио име у Динамо.
У сезони 1954/55 многи од кључних играча били су повређени па је клуб испао у другу лигу и до распада државе се нису вратили у прву лигу. Клуб је 1965 поново променио име у Славија. Године 1990 реновиран је терен, убечен је семафор, клима, ограде од плексигласа, све оно што је недостајало од самог почетка. Велики финансијски терет којим је био оптерећен клуб и незаинтересованост града да помогне, проузроковали су да клуб испадне у регионалну лигу (4. лига).
Оживљавање клуба је почело 1991. године када је у клуб дошла као спонзор фирма Јан Бехер. Због спонзора клуб је променио име у ХК Бехеровка. То је довело до тога да клуб 1995 почне да игра Прву лигу, а 1997. године Чешку екстралигу, највећи ранг чешког хокеја. У клуб је 2002 дошао нови спонзор па је клуб преименован у ХК Енерџи Карлови Вари.
У сезони 2008/09 клуб је остварио најбољи резултат у својој историји. У  финалу плеј-офа победили су Славију са 4:2 и први пут постали прваци државе.

## Дворана
Од 2009. године Карлове Вари своје домаће утакмице игра у КВ Арени капацитета 6.000 места.

## Трофеји
- Чешка екстралига:
  - Првак (1) :2009